# Isidore Meyers

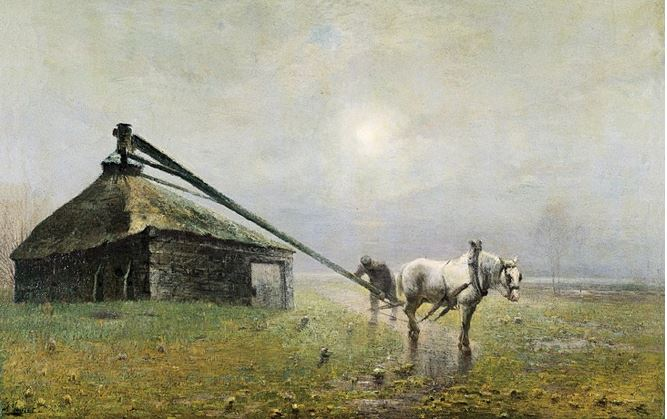
Graanmolen in Bornem

Isidore Meyers (Antwerpen, 14 februari 1836 - Brussel, 23 december 1916) was een Belgische kunstschilder.
Meyers stelde tentoon tijdens een van de salons, georganiseerd door De XIII.
Hij gaf les aan Franz Courtens, de bekende Vlaamse luminist. Tot zijn leerlingen behoorden ook Adrien-Charles Le Mayeur de Merprès, Romain Steppe, en Franz Callebaut.
Tijdens hun verblijf in Parijs, tussen 1855 en 1858, hadden Isidore Meyers en Adriaan Jozef Heymans de Franse Barbizon-schilders leren kennen en was daar hun weerstand tegen het formele academisme in de landschapschilderkunst gegroeid. Ze waren de eersten om te reageren tegen de conservatieve stijl die toen heerste rond Antwerpse schilders, zoals Ferdinand de Braekeleer, Henri Leys en Henri de Braekeleer.
Toen Isidore Meyers naar Wechelderzande trok om te schilderen, volgde onder meer Henry Van de Velde in zijn spoor, die later de schilderkunst verwisselde voor architectuur en ontwerp.

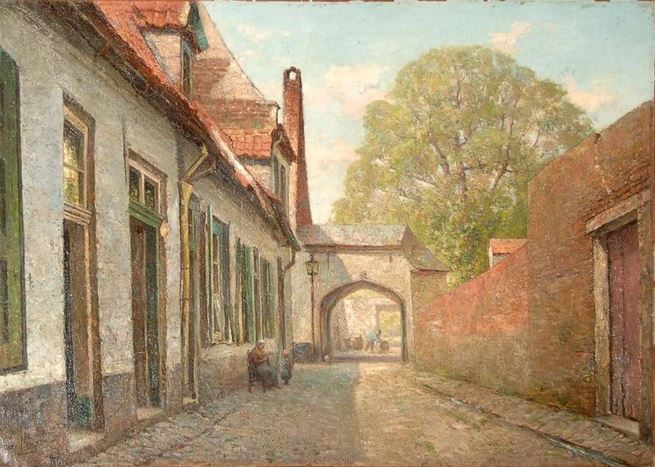
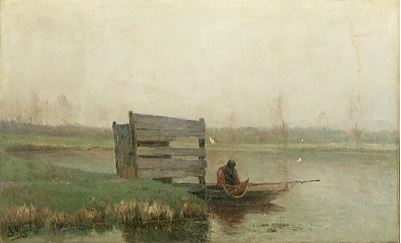
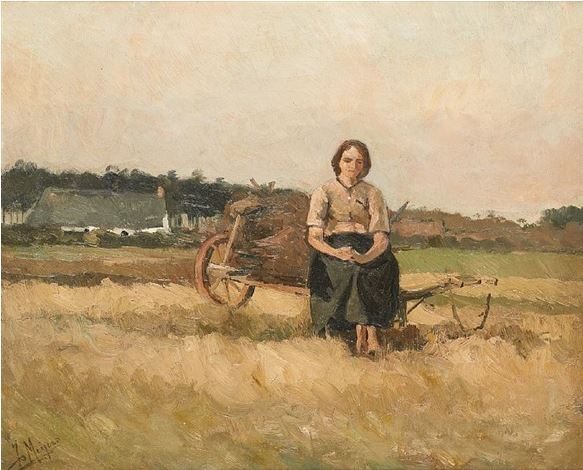
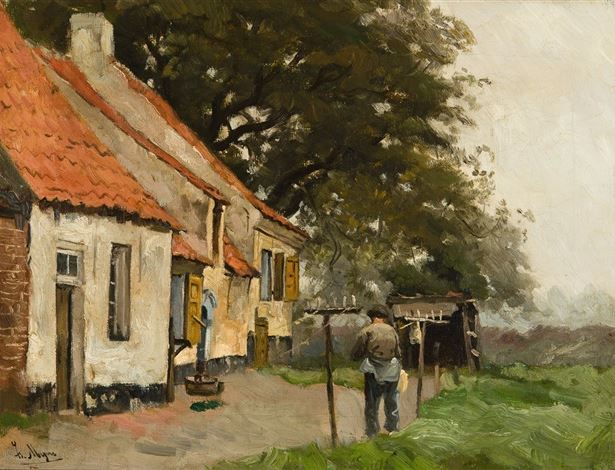
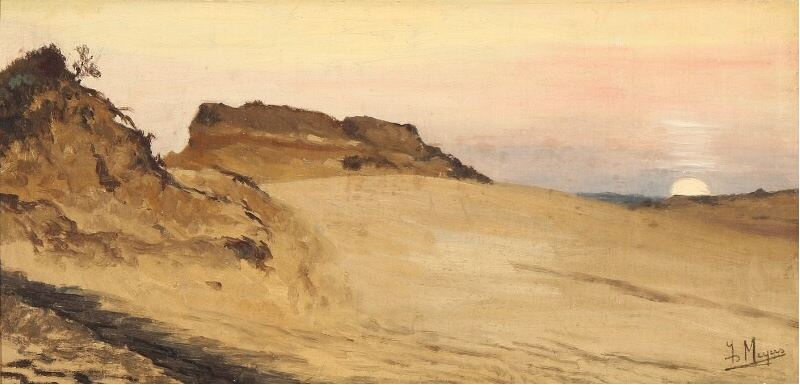
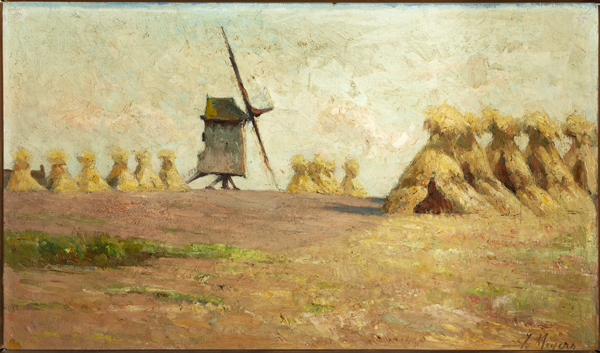

- RKD-Nederlands Instituut voor Kunstgeschiedenis: 55793
- Système universitaire de documentation: 237815346
- Union List of Artist Names: 500012211
- Virtual International Authority File: 95755605